# Burak cukrowy
Burak cukrowy – grupa kultywarów podgatunku buraka zwyczajnego (Beta vulgaris L. subsp. vulgaris) należącego w systemie APG III do rodziny szarłatowatych (w niektórych innych systematykach zaliczany do rodziny komosowatych). Roślina okopowa stanowiąca drugie na świecie (po trzcinie cukrowej) źródło cukru – 24% produkcji światowej.

## Zastosowanie i produkcja
Z liści, zasobnych w wodę, białko i tłuszcze oraz melasy i wysłodków, stanowiących produkty odpadowe przemysłu cukrowniczego wytwarza się paszę dla bydła.
Z korzeni o wysokiej zawartości sacharozy uzyskuje się cukier buraczany. Cukier buraczany, jako gotowy produkt, jest w Polsce nazywany cukrem spożywczym. Jeden z dwóch popularniejszych odmian cukru jadalnego na świecie obok cukru trzcinowego. Składa się niemal w całości z sacharozy. Gatunki handlowe cukru buraczanego:
- cukier biały (konsumpcyjny)
- rafinowany

Z melasy otrzymuje się również wiele produktów chemicznych, m.in. glicerynę i kwas cytrynowy.
| Najwięksi producenci buraków cukrowych (2011) (w milionach ton) | Najwięksi producenci buraków cukrowych (2011) (w milionach ton) |
| --------------------------------------------------------------- | --------------------------------------------------------------- |
| Rosja                                                           | 47,6                                                            |
| Francja                                                         | 37,2                                                            |
| Stany Zjednoczone                                               | 26,1                                                            |
| Niemcy                                                          | 25,0                                                            |
| Ukraina                                                         | 18,7                                                            |
| Turcja                                                          | 16,1                                                            |
| Polska                                                          | 11,6                                                            |
| Chiny                                                           | 10,7                                                            |
| Wielka Brytania                                                 | 8,5                                                             |
| Egipt                                                           | 7,4                                                             |
| Łącznie na świecie                                              | 271,6                                                           |

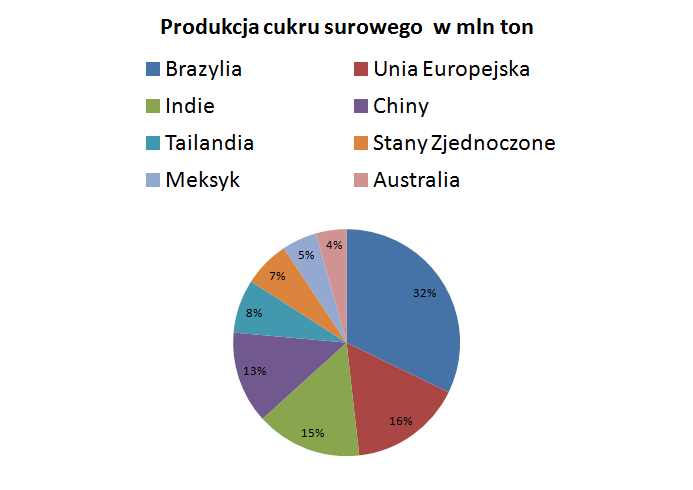

Roślina uprawna: Przeciętny plon korzeni wynosi ponad 40 t/ha (dochodzi jednak nawet do 100 t/ha). Buraki cukrowe uprawiane są głównie w Europie – w północno-wschodniej Francji i południowych Niemczech, w pasie czarnoziemów i gleb brunatnych europejskiej części Rosji, na Ukrainie, w całej Polsce (najwięcej w województwach: wielkopolskie, kujawsko-pomorskie, lubelskie), północnych Włoszech i w krajach Beneluksu. Poza Europą ich uprawy mają duże znaczenie w Stanach Zjednoczonych (Michigan, Montana, Dakota Północna, Minnesota, Nebraska, północna Kalifornia), Chinach (Mandżuria) i w Turcji.

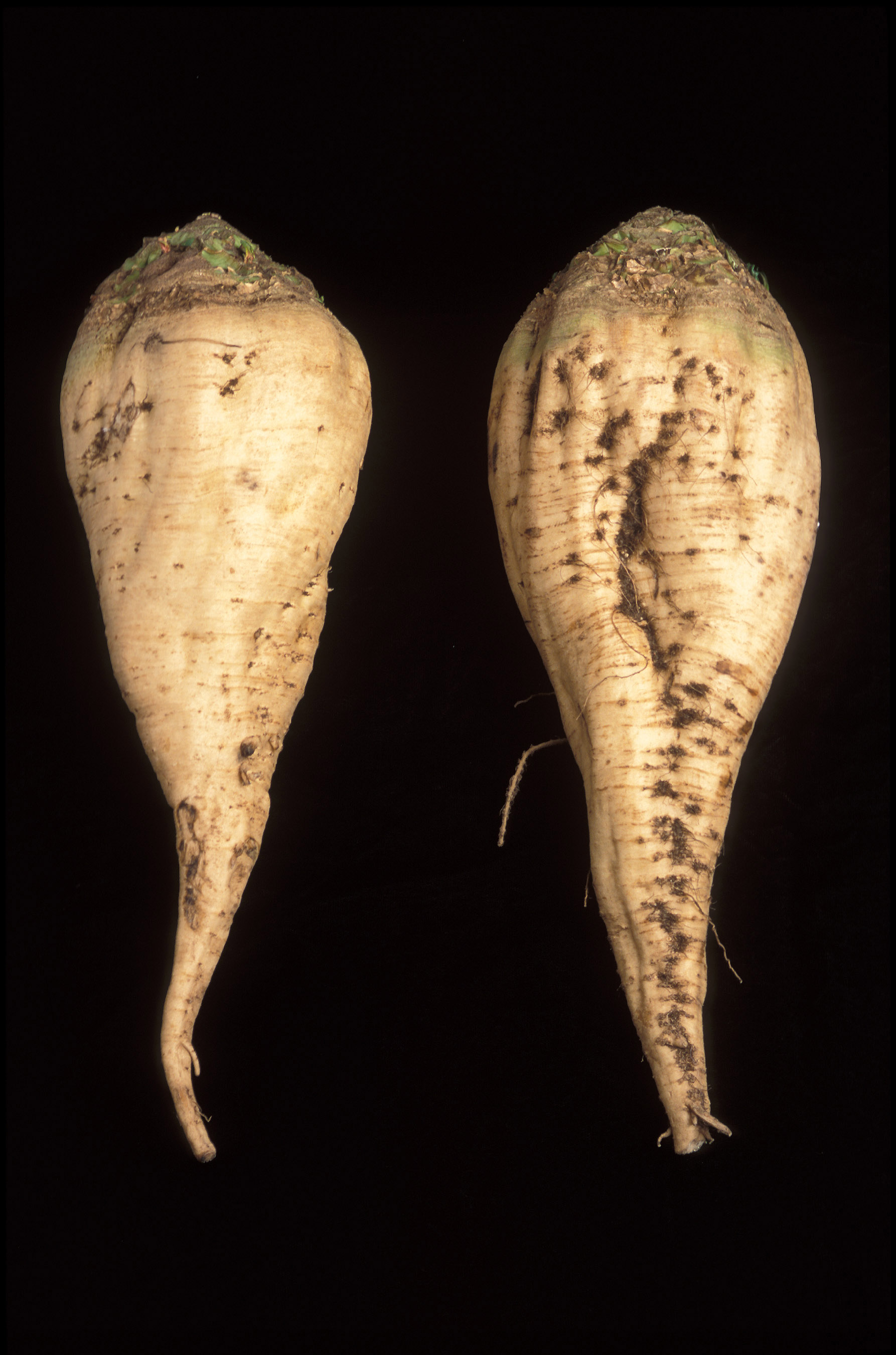
Korzeń buraka cukrowego

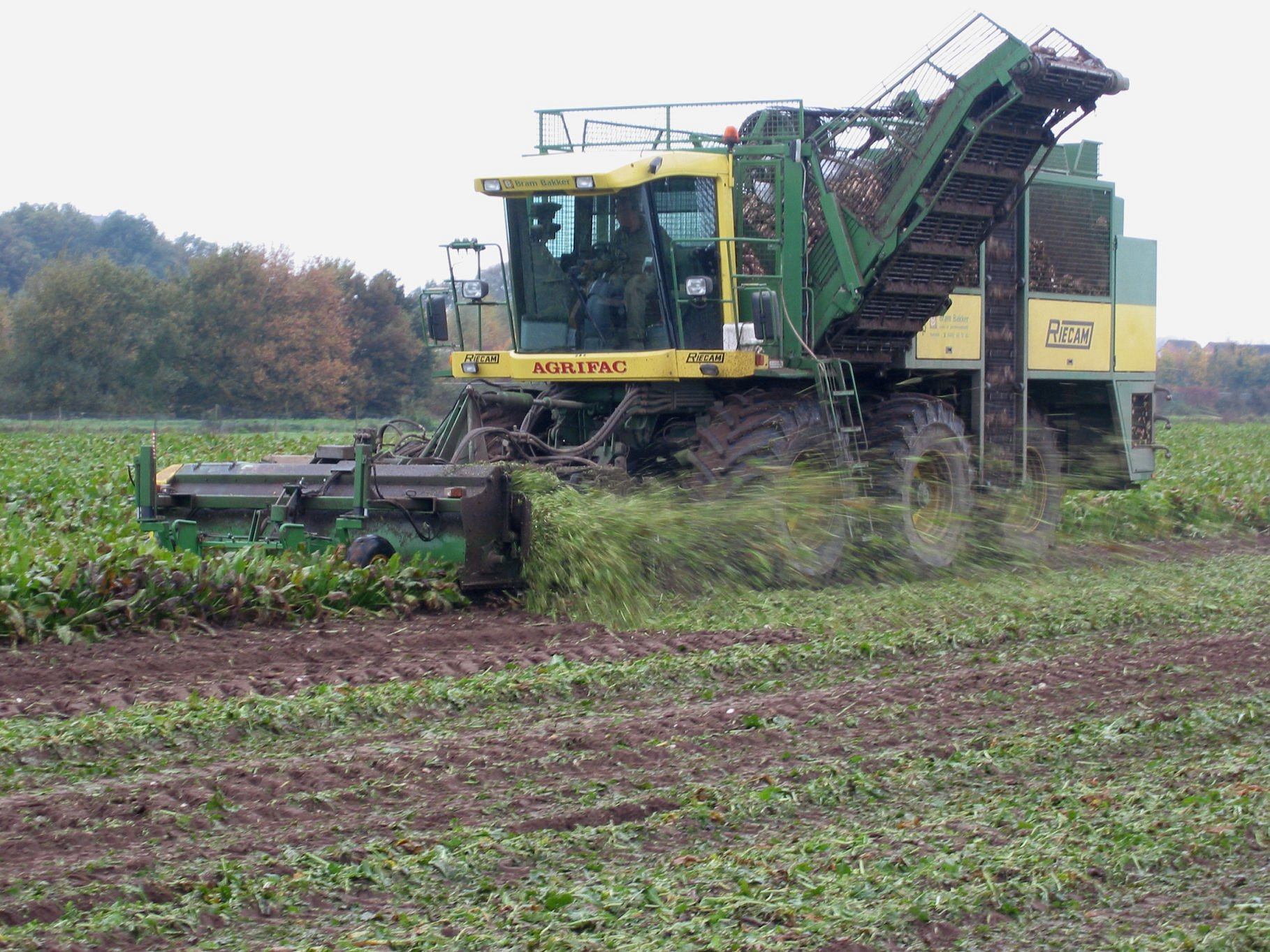
Zbiór buraków za pomocą kombajnu – ogławianie i rozdrabnianie liści oraz wykopywanie korzeni i ich załadunek

| Kraj            | Plon [t/ha] |
| --------------- | ----------- |
| Francja         | 93,8        |
| Portugalia      | 85,6        |
| Szwajcaria      | 85,2        |
| Hiszpania       | 83,6        |
| Belgia          | 82,7        |
| Chile           | 81          |
| Holandia        | 78,9        |
| Austria         | 70,3        |
| Wielka Brytania | 70          |
| Niemcy          | 67,6        |
| Szwecja         | 60,4        |
| Kanada          | 60,3        |
| Czechy          | 57,9        |
| USA             | 57,6        |
| Japonia         | 56,6        |
| Słowacja        | 56,3        |
| Włochy          | 54,6        |
| Polska          | 54,3        |

### Historia uprawy
Buraki cukrowe uprawiane były początkowo jako warzywa ogrodowe oraz na paszę dla zwierząt. Cukier został wyprodukowany eksperymentalnie z buraków w Niemczech w 1747 przez chemika Andreasa Marggrafa, a pierwsza fabryka przetwarzająca buraki cukrowe była wybudowana w Konarach na Dolnym Śląsku w 1799. Pierwsza kampania cukrowa ruszyła w marcu 1802 roku (przetworzono buraki z poprzedniego sezonu). W Rosji w tym czasie
Jakub Jessipow i Jegor Blankennagel zbudowali pierwszą cukrownię w Alabiewie w guberni tulskiej. We Francji pierwszej ekstrakcji cukru z buraków dokonał pod koniec 1811 roku francuski naukowiec Benjamin Delessert, wspierany przez chemika Jean-Baptiste’a Quéruela. Napoleon zainteresował się uprawą buraków cukrowych w 1804 roku, kiedy Brytyjczycy zablokowali dostawy cukru do Imperium Francuskiego z zachodnich Indii. W 1806 r. Napoleon ogłosił morską blokadę kontynentalną mającą na celu osłabienie wyspiarskiej Anglii. Pięć lat później – pragnąc uniezależnić się od importu cukru trzcinowego – wydał dekret nakazujący rozpoczęcie we Francji uprawy buraków cukrowych. Napoleon zwolnił wytwórców cukru z podatków i utworzył instytut badawczy. W 1813 r. w Passy uruchomiono pierwszą francuską cukrownię. Tą decyzją odciął praktycznie wszystkie dostawy cukru do Europy. Później wybudowano we Francji czterdzieści fabryk do przetwarzania buraków cukrowych. Przemysł ten tymczasowo upadł po upadku Napoleona, którego skutkiem był ponowny wzrost importu z kolonii i upadek większości manufaktur przerabiających buraki, jednak sytuacja poprawiła się w 1840. Wtedy produkcja cukru z buraków gwałtownie wzrosła w całej Europie i w 1880 przerosła produkcję z trzciny cukrowej. Napływ do Europy trzcinowego cukru surowego zmniejszył się także ze względu na spadek produktywności gospodarki plantacyjnej w koloniach (przede wszystkim Ameryce Łacińskiej, gdzie opierała się ona na pracy niewolników).

### Początki cukrownictwa buraczanego
Ojczyzną buraka są rejony wybrzeża Morza Śródziemnego, Kaspijskiego i Czarnego. Dzikie formy buraka występujące w tamtych rejonach posiadają korzenie cieńsze i bardziej zdrewniałe od korzeni form uprawnych. Są jednocześnie cennym źródłem genów, zwłaszcza odpornościowych, które zostały utracone w wyniku uszlachetniania buraka cukrowego.
W strefie klimatu umiarkowanego burak cukrowy jest jedyną rośliną dostarczającą surowiec dla przemysłu cukrowniczego. Ponadto jest on źródłem cennej paszy (wysłodki, liście, melas) i materii organicznej w glebie (w przypadku przyorywania liści). Stanowi doskonały przedplon dla roślin następczych w zmianowaniu.

### Odmiany
Krajowy Rejestr zawiera 76 odmian (październik 2011) między innymi:
- ‘Japola’ – jest odmianą triploidalną o typie użytkowym normalnym (N), pośrednim pomiędzy cukrowym a plennym. Charakteryzuje się dobrą jakością technologiczną o niskiej zawartości azotu aminowego oraz potasu. Jest odporna na wydawanie pośpiechów oraz posiada podwyższoną tolerancję na chwościk buraka.
- ‘Janowa’ – jest to odmiana triploidalna o typie użytkowym normalno-cukrowym do cukrowego (NC-C). Charakteryzuje się wysoką zawartością cukru i wysokim plonem korzeni. Jest odporna na wydawanie pośpiechów oraz posiada podwyższoną odporność na chwościk buraka. Ponadto, posiada dobre wartości przerobowe i ma małą zawartość szkodliwego azotu.

## Uprawa
Klimat uprawy buraka cukrowego koncentruje się w strefie klimatu umiarkowanego. Długie dni letnie i obfitość słońca są pożądane do osiągnięcia wyższej zawartości cukru. Warzywo wymaga dużego nawadniania, dlatego duże znaczenie mają rozkład i suma opadów w okresie wegetacji (ok. 600 mm). Brak wody znacznie obniża plony. Burak cukrowy nie jest zbyt wrażliwy na niskie temperatury. Dopiero przymrozki około –8 °C uszkadzają młode rośliny, a jesienią wykopane korzenie są uszkadzane przez przymrozki dochodzące do -6° lub –8 °C. Długość okresu wegetacji buraka, zapewniająca wysoki plon i dobrą jakość korzeni, powinna wynosić 180–190 dni. Burak cukrowy jest uprawiany na różnych glebach, jednak najlepsze zbiory osiąga się na glebach głębokich, luźnych, dobrze odwodnionych i mających zdolność magazynowania wilgoci, o dużej zawartości składników mineralnych i organicznych, które trzeba uzupełniać intensywnym nawożeniem. Takimi glebami, na których najczęściej się uprawia są czarne ziemie i gleby brunatne. Burak jest rośliną objętościową, której przewóz na dalsze odległości jest nieopłacalny. Rozmieszczenie cukrowni jest więc głównym czynnikiem lokalizacji uprawy buraków. Uprawa tej rośliny jest kapitałochłonna, jak i wymagająca dużych nakładów pracy.